# Episodi di Oh, mia dea!

Copertina del secondo DVD della serie OAV del 1993, distribuito da Dynit.

Questa voce contiene la lista degli episodi dei vari adattamenti ad anime basati sulla serie manga Oh, mia dea!, scritta e disegnata da Kōsuke Fujishima. Sono stati prodotti cinque adattamenti differenti tra il 1993 e il 2007, di cui due direttamente per il mercato home video e tre televisivi.
Nel 1993, Anime International Company ha prodotto una serie OAV da cinque episodi ispirata al manga originale. Il suo successo ha portato alla produzione di una serie spin-off intitolata Aa! Megami-sama! Chicchaitte koto wa benri da ne!. Prodotta da Oriental Light and Magic e trasmessa inizialmente su WOWOW nel 1998 e nel 1999, la trama ruota intorno alle vicende delle tre dee in versione chibi e al loro compagno topo Gan-chan, i quali vivono tutti insieme in un tempio. Nel 2005, Tokyo Broadcasting System (TBS) ha iniziato la trasmissione di una serie televisiva anime omonima al manga, diretta da Hiroaki Gōda e animata da Anime International Company. Sono stati prodotti 24 episodi, trasmessi tra il 7 gennaio e l'8 luglio 2005. Un seguito sempre animato da Anime International Company e diretto da Gōda, intitolato Aa! Megami-sama! Sorezore no tsubasa, è stato trasmesso su TBS tra il 6 aprile e il 14 settembre 2006. Due episodi speciali intitolati Aa! Megami-sama! Tatakau tsubasa, animati nuovamente da Anime International Company e diretti da Gōda, sono stati trasmessi su TBS nel 2007.
Tredici brani musicali sono stati usati come sigle per i suddetti anime: quattro in apertura e nove in chiusura. Le aziende produttrici giapponesi o i possessori dei diritti nella Regione 1 hanno pubblicato diversi CD contenenti le colonne sonore e drama CD.

## Lista episodi

### Oh, mia dea!(1993-1994)
Tra la fine del 1993 e l'inizio dell'anno seguente, la serie OAV Oh, mia dea! (ああっ女神さまっ?, Aa! Megami-sama) è stata prodotta da Anime International Company, incentrando le vicende sui personaggi principali del manga originale di Kosuke Fujishima. Le vicende narrate seguono inizialmente la trama della prima parte del manga originale e sono molto simili ai primi episodi della serie televisiva del 2005; i primi tre episodi degli OAV coprono la stessa parte del manga narrata negli episodi dall'uno al dieci della serie del 2005. Tuttavia, gli episodi quattro e cinque non seguono né il manga, né alcun altro adattamento. La serie è stata pubblicata inizialmente in VHS tra il 21 febbraio 1993 e il 17 maggio 1994. È stata nuovamente pubblicata due volte: la prima il 16 aprile 1995 e la seconda tra il 29 maggio e il 28 giugno 1996. Una nuova versione in due DVD è stata pubblicata tra il 14 agosto e il 9 ottobre 2001. Pony Canyon ha curato tutte le edizioni home video pubblicate per il Giappone.
L'edizione in lingua inglese è stata distribuita da AnimEigo per il Nord America, mentre i diritti per il mercato italiano furono acquisiti da Granata Press, che pubblicò la serie per il mercato home video in 3 VHS nel 1995. Tuttavia, a causa del fallimento della casa editrice, i diritti sono passati in un secondo momento a Dynit, la quale ha ristampato le tre cassette e ha poi distribuito la serie anche in DVD. I cinque OAV sono stati trasmessi in televisione solamente diversi anni dopo sul canale televisivo Ka-Boom tra il 4 e l'8 gennaio 2014.
Sia la sigla di apertura, My Heart iidasenai, Your Heart tashikametai (My Heart 言い出せない, Your Heart 確かめたい?), che quella di chiusura, Congratulations! (コングラチュレイションズ!?, Kongurachureishonzu!), sono state interpretate dal Goddess Family Club.
| Nº | Titolo italiano Giapponese 「Kanji」 - Rōmaji                   | Pubblicazione     | Pubblicazione |
| Nº | Titolo italiano Giapponese 「Kanji」 - Rōmaji                   | Giapponese        |               |
| 1  | MOONLIGHT AND CHERRY BLOSSOMS 「Moonlight and Cherry Blossoms」 | 21 febbraio 1993  |               |
| 2  | MIDSUMMER NIGHT'S DREAM 「Midsummer Night's Dream」             | 21 maggio 1993    |               |
| 3  | BURNING HEARTS ON THE ROAD 「Burning Hearts on the Road」       | 21 settembre 1993 |               |
| 4  | EVER GREEN HOLY NIGHT 「Evergreen Holy Night」                  | 28 dicembre 1993  |               |
| 5  | FOR THE LOVE OF GODDESS 「For the Love of Goddess」             | 17 maggio 1994    |               |

### Aa! Megami-sama! Chicchaitte koto wa benri da ne(1998-1999)

Urd in una scena dell'anime.

Aa! Megami-sama! Chicchaitte koto wa benri da ne è una serie televisiva animata da 48 episodi, trasmessa tra il 1998 e il 1999 in Giappone. Diretta da Hiroko Kazui e Yasuhiro Matsumura, l'anime è stato prodotto dallo studio Oriental Light and Magic. La serie è andata in onda come parte del contenitore Anime Complex su WOWOW. La serie non segue la trama del manga originale, bensì descrive le avventure delle tre dee sorelle miniaturizzate e del loro compagno topo Gan-chan, il quale vive con loro in un tempio.
In Giappone l'anime è stato pubblicato sia in DVD che in VHS da Pony Canyon. Sei VHS sono state pubblicate tra il 18 dicembre 1998 e il 20 ottobre 1999. In seguito, sei DVD sono stati pubblicati tra il 19 maggio e il 20 ottobre 1999. Un boxcon tutti gli episodi è stato pubblicato in Giappone il 20 febbraio 2008.
Un'edizione doppiata in inglese è stata licenziata e distribuita da Geneon Entertainment, conosciuta originariamente come Pioneer Entertainment. Distribuita nella regione 1, tale versione è stata pubblicata in 4 volumi DVD da 12 episodi ciascuno, tra febbraio e agosto 2002. Come Pony Canyon, anche Geneon Entertainment ha pubblicato un box DVD con tutti gli episodi in edizione limitata il 1º luglio 2003.
Per Aa! Megami-sama! Chicchaitte koto wa benri da ne sono stati utilizzati due brani come temi di chiusura. Il primo è "Call Me Darling" (デンワしてダーリン?, Denwa Shite Dārin) di Yuki Ishii, usato per gli episodi 1–24, mentre il secondo è "XXX (Kiss Kiss Kiss)" di Splash!, usato in chiusura agli episodi 25–48.
| Nº | Titolo italiano (traduzione letterale) Giapponese 「Kanji」 - Rōmaji | In onda           | In onda |
| Nº | Titolo italiano (traduzione letterale) Giapponese 「Kanji」 - Rōmaji | Giapponese        |         |
| 1  | Prevediamo il futuro! 「占いしようよっ」 - Uranai shiyō yo! | 6 aprile 1998     |         |
| 2  | Il tesoro dell'attico (Prima parte) 「屋根裏の秘宝 前編」 - Yaneura no hihō (Zenben)                                                                                                | 13 aprile 1998    |         |
| 3  | Il tesoro dell'attico (Seconda parte) 「屋根裏の秘宝 後編」 - Yaneura no Hihō (Kōhen)                                                                                               | 20 aprile 1998    |         |
| 4  | Voliamo in cielo! 「空を 飛ぼうよっ」 - Sora o tobō yo | 27 aprile 1998    |         |
| 5  | Voliamo nello spazio! 「宇宙を 翔ぼうよっ」 - Uchū o tobō yo | 11 maggio 1998    |         |
| 6  | Diventiamo magri! 「スリムで GO!」 - Slim de GO! | 18 maggio 1998    |         |
| 7  | La creazione del grande mostro Gabira 「大怪獣ガビラ 誕生篇」 - Daikaijyū Gabira tanjōhen                                                                                           | 25 maggio 1998    |         |
| 8  | La battaglia contro il grande mostro Gabira 「大怪獣 ガビラ 決戦篇」 - Daikaijyū Gabira kessenhen                                                                                   | 1º giugno 1998    |         |
| 9  | ~Per chi suona la campana~ L'enigma delle lattine...? 「～誰が為に鐘は鳴る～ 缶詰の 謎…?」 - ~Dare ga tame ni kane wa naru~ Kanzume no nazo...?                                     | 8 giugno 1998     |         |
| 10 | ~Per chi suona la campana~ Il segreto del diamante 「ダイヤの秘密 ～誰がが為に鐘は鳴る～」 - ~Dare ga tame ni kane wa naru~ Diamond no himitsu                                      | 15 giugno 1998    |         |
| 11 | Il contrattacco del grande mostro Gabira 「誰が為に鐘は鳴る 大怪獣 ガビラ 逆襲篇」 - Daikaijyū Gabira kyakushūhen                                                                   | 22 giugno 1998    |         |
| 12 | Giochiamo a baseball! 「野球やろうぜっ」 - Yakyū yarōze! | 29 giugno 1998    |         |
| 13 | Il diario da babysitter di Urd 「ウルドの 子守日記」 - Urd no komori nikki | 6 luglio 1998     |         |
| 14 | La strategia della proposta matrimoniale 「プロポーズ 大作戦 ですだ」 - Proposal daisakusen desu da                                                                                 | 13 luglio 1998    |         |
| 15 | Eccolo! Benevenuto Shinkon!! 「新婚さん いらっしゃい!! ですだ」 - Shinkon-san irasshai!! Desu da!                                                                                   | 20 luglio 1998    |         |
| 16 | Telefonami tesoruccio 「デンワしてダーリンっ」 - Den'wa shite darling | 27 luglio 1998    |         |
| 17 | SOS nevicata (Prima parte) 「大雪原 SOS 前編」 - Daisetsugen SOS (Zenben) | 3 agosto 1998     |         |
| 18 | SOS nevicata (Seconda parte) 「大雪原 SOS 後編」 - Daisetsugen SOS (Kōhen) | 10 agosto 1998    |         |
| 19 | Battaglia in cucina 「キッチン ファイター」 - Kitchen fighter | 24 agosto 1998    |         |
| 20 | I giorni splendenti di Gan-chan 「岩ちゃんの 華麗なる日々」 - Gan-chan no karei naru hibi                                                                                           | 31 agosto 1998    |         |
| 21 | Oh mio Buddha! 「ああっ仏さまっ」 - Aa! Butsu-sama! | 7 settembre 1998  |         |
| 22 | L'amore di Gan-chan 「岩ちゃんの 骨まで愛して」 - Gan-chan no hone made aishite | 14 settembre 1998 |         |
| 23 | Formiamo una band! Lato A 「バンドやろうぜ A面」 - Band yarōze! A omote | 21 settembre 1998 |         |
| 24 | Formiamo una band! Lato B 「バンドやろうぜ B面」 - Band yarōze! B Omote | 28 settembre 1998 |         |
| 25 | Troppo difficile, la situazione disperata di Gan-chan 「チュウ・ハード 岩ちゃん絶体絶命」 - Too hard Gan-chan zettaisetsumei                                                        | 5 ottobre 1998    |         |
| 26 | Troppo difficile 2, l'ascesa del grande demone 「チュウ・ハード2 魔王降臨」 - Too hard 2 aō kōrin                                                                                   | 12 ottobre 1998   |         |
| 27 | Urd fa PON! 「ウルドで PON!」 - Urd de PON! | 19 ottobre 1998   |         |
| 28 | Giorno piovoso 「Rainy Day」 - Rainy Day | 26 ottobre 1998   |         |
| 29 | Ci incontreremo in sogno 「夢で逢いましょう」 - Yume de aimashō | 2 novembre 1998   |         |
| 30 | 「女名探偵スクルドの事件簿1 盗まれた三つの秘宝の謎 湯煙に隠された危険な罠!」 - Onna Meitantei Skuld no jikenbo 1 - Numareta Mitsu no Hihō no Nazo Yukemori Kakusareta Kikenna Wana! | 9 novembre 1998   |         |
| 31 | 「女神 愛の劇場 女神の剣 GODDESS BLADE」 - Megami Ai no Gekijyō - Megami no Ken GODDESS BLADE                                                                                       | 16 novembre 1998  |         |
| 32 | 「こちら他力 本願寺内 すぐやる課」 - Kochira tariki Hongan Tera Uchi Sugu yaru ka                                                                                                   | 30 novembre 1998  |         |
| 33 | 「釣りバス日誌」 - Tsuri BASU Nisshi | 7 dicembre 1998   |         |
| 34 | 「我に僕(しもべ)を」 - Ware ni Shimobe wo | 14 dicembre 1998  |         |
| 35 | 「忍びのオキテ 上の巻」 - Shinobi no OKITE Ue no Kan | 21 dicembre 1998  |         |
| 36 | 「忍びのオキテ 下の巻」 - Shinobi no OKITE Shita no Kan | 4 gennaio 1999    |         |
| 37 | 「ウルド VS ウルド」 - URUDO VS URUDO | 11 gennaio 1999   |         |
| 38 | 「岩ちゃん選挙に立つ 立志編」 - Gan-chan Senkyo ni Tatsu Risshi Hen | 18 gennaio 1999   |         |
| 39 | 「岩ちゃん選挙に立つ 風雲編」 - Gan-chan Senkyo ni Tatsu Fūn Hen | 25 gennaio 1999   |         |
| 40 | 「ウルド 究極ダイエット」 - URUDO Kyūkyoku DAIETTO | 1º febbraio 1999  |         |
| 41 | 「ハッピーバースデイ岩ちゃん」 - HAPPI BASUDEI Gan-chan! | 8 febbraio 1999   |         |
| 42 | 「ああっ 平凡な大学生っ」 - Aa! Heiban na Daigakusei! | 15 febbraio 1999  |         |
| 43 | 「こんな事も あるんだねっ」 - Konna koto mo Arun da ne | 22 febbraio 1999  |         |
| 44 | 「機関車岩ちゃん No.0044」 - Kikansha Gan-chan | 1º marzo 1999     |         |
| 45 | 「味噌の壷」 - Miso no Tsubo | 8 marzo 1999      |         |
| 46 | 「DX人生すごろく ★ 衛星版」 - DX Jinsei Sugoroku * Eisei Han | 15 marzo 1999     |         |
| 47 | 「めきめきメモリアル」 - Mekimeki Memorial | 22 marzo 1999     |         |
| 48 | 「これから どうなるのっ」 - Korekara dōnaru no? | 29 marzo 1999     |         |

### Aa! Megami-sama(2005)
Gli episodi della serie televisiva anime Aa! Megami-sama sono diretti da Hiroaki Gōda, animati da Anime International Company e prodotti da Tokyo Broadcasting System (TBS) e Kōdansha. La serie è incentrata sull'inizio del fumetto originale, ovvero Keiichi convoca Belldandy e desidera che lei rimanga al suo fianco per sempre. I 24 episodi adattano capitoli presenti nei primi 20 volumi del manga.
La stagione è iniziata in Giappone, su TBS, il 7 gennaio 2005 e si è conclusa l'8 luglio dello stesso anno. Bandai Visual ha pubblicato otto volumi DVD in Giappone tra aprile e novembre 2005, ognuno contenente tre episodi. I due OAV, non inclusi nella trasmissione televisiva, sono stati pubblicati in un DVD speciale il 23 dicembre 2005. Un adattamento inglese è stato licenziato da Media Blasters, che ha pubblicato tutti e 26 gli episodi in 6 volumi DVD tra settembre 2005 e luglio 2006, per il pubblico della Regione 1.
Ogni episodio vede la presenza di due sigle, una in apertura e l'altra una tra i due brani usati in chiusura. "Open Your Mind" (〜小さな羽根ひろげて〜?, Chiisana Hane Hirogete) di Yōko Ishida è stata usata come tema di apertura in ogni episodio. Gli episodi dal primo al dodicesimo e l'ultimo si sono conclusi con il brano Negai (願? lett. "Desiderio"), sempre di Yoko Ishida; gli episodi 13–23 e 25-26 si sono chiusi con "Wing" di Yōko Takahashi.
| Nº   | Titolo italiano (traduzione letterale) Giapponese 「Kanji」 - Rōmaji                                                                          | In onda                | In onda |
| Nº   | Titolo italiano (traduzione letterale) Giapponese 「Kanji」 - Rōmaji                                                                          | Giapponese             |         |
| 1    | Oh, tu sei una dea? 「ああっキミは女神さまっ?」 - Aa! Kimi wa megami-sama?                                                                    | 6 gennaio 2005         |         |
| 2    | Oh, coloro che credono troveranno la salvezza? 「ああっ信じる者は救われるっ?」 - Aa! Shinjiru mono wa tsuwareru?                              | 14 gennaio 2005        |         |
| 3    | Oh, il tirocinio, la casa e la dea! 「ああっ修行と我が家と女神さまっ」 - Aa! Shugyō to wagaya to megami-sama!                                 | 21 gennaio 2005        |         |
| 4    | Oh, la regina e la dea! 「ああっ女王さまと女神さまっ」 - Aa! Joō-sama to megami-sama!                                                         | 28 gennaio 2005        |         |
| 5    | Oh, vivendo insieme sotto lo stesso tetto! 「ああっひとつ屋根の下でっ」 - Aa! Hitotsu yane no shita de!                                       | 4 febbraio 2005        |         |
| 6    | Oh, una benedizione in ogni affare? 「ああっ掘り出しものに恵アリっ?」 - Aa! Horidashimono ni megumi ari?                                      | 11 febbraio 2005       |         |
| 7    | Oh, un posto dove esprimere i propri sentimenti! 「ああっ想い伝える場所っ」 - Aa! Omoi tsutaeru bashō!                                        | 18 febbraio 2005       |         |
| 8    | Oh, passare un esame d'amore partendo con una penalità di 30! 「ああっ偏差値30からの恋愛受験っ」 - Aa! Hensachi sanjū kara no ren'ai juken!   | 25 febbraio 2005       |         |
| 9    | Oh, il segreto della regina e della dea! 「ああっ女王さまと女神のヒミツっ」 - Aa! Joō-sama to Megami no Himitsu!                              | 4 marzo 2005           |         |
| 10   | Oh, può vincere il club dei motori? 「ああっ自動車部は勝てますかっ?」 - Aa! Jidōshabu wa Katemasu ka?                                         | 11 marzo 2005          |         |
| 11   | Oh, arriva un diavolo a portar sventura? 「ああっ悪魔が来たりて災いを成すっ」 - Aa! Akuma ga Kitarite Wazawai o Nasu!                         | 18 marzo 2005          |         |
| 12   | Oh, mettere la dea e la regina a confronto? 「ああっ女神と女王を天秤にかけてっ?」 - Aa! Megami to Joō o Tenbin ni Kakete?                     | 25 marzo 2005          |         |
| 12.5 | Oh, un diario di scambio con la dea? 「ああっ女神と交換日記っ?」 - Aa! Megami to kōkan nikki?                                                 | 1º aprile 2005         |         |
| 12.5 | Keiichi e Belldandy parlano delle sensazioni provate durante le loro esperienze vissute insieme, rendendoli sempre più uniti e vicini.        |                        |         |
| 13   | Oh, a chi appartiene la sorellona? 「ああっお姉さまっは誰のモノっ?」 - Aa! Onee-sama wa dare no mono?                                         | 8 aprile 2005          |         |
| 14   | Oh, una pratica lezione chiamata resa dei conti? 「ああっ対決という名の教育実習っ?」 - Aa! Taiketsu to iu na no kyōiku jisshū?                | 15 aprile 2005         |         |
| 15   | Oh, un cuore rapito da una dea? 「ああっ女神に心奪われてっ」 - Aa! Megumi ni kokoro ubawarete?                                                | 22 aprile 2005         |         |
| 16   | Oh, catastrofe in arrivo. Rimane ancora un segno di buon auspicio? 「ああっ災い来たりて茶柱立つっ?」 - Aa! Wazawai kitarite chabashira tatsu? | 29 aprile 2005         |         |
| 17   | Oh, è questione di talento o di duro lavoro? 「ああっ才能と努力って何ですかっ?」 - Aa! Sainō to doryoku tte, nan desu ka?                     | 6 maggio 2005          |         |
| 18   | Oh, confessi i tuoi sentimenti sotto la luna? 「ああっ運命の告白は月の下でっ?」 - Aa! Unmei no kokuhaku wa tsuki no shita de?                 | 13 maggio 2005         |         |
| 19   | Oh, non guardarmi con quello sguardo? 「ああっそんな瞳でみつめないでっ?」 - Aa! Sonna hitomi de mitsumenaide?                                 | 20 maggio 2005         |         |
| 20   | Oh, salva la dea se sei un uomo?! 「ああっ女神を救えっオトコならっ?」 - Aa! Megami o sukue! Otoko nara!?                                      | 27 maggio 2005         |         |
| 21   | Oh, ammiro l'angelo dalle ali candide? 「ああっ憧れは白い翼の天使っ」 - Aa! Akogare wa shiroi tsubasa no tenshi?                              | 3 giugno 2005          |         |
| 22   | Oh, il sospiro di un demone, insieme ad un vaso? 「ああっ悪魔のささやきは壺と共にっ?」 - Aa! Akuma no sasayaki wa tsubo to tomo ni?           | 17 giugno 2005         |         |
| 23   | Oh, il salvatore e il suono di un flauto? 「ああっ救世主は笛の音と共にっ?」 - Aa! Kyūseishu wa fue no oto to tomo ni?                         | 24 giugno 2005         |         |
| 24   | Oh, sempre con te? 「ああっいつもキミと共にっ?」 - Aa! Itsumo kimi to tomo ni?                                                                | 8 luglio 2005          |         |
| 25   | Oh, la piccola storia d'amore di Urd? 「ああっウルドの小さな恋物語っ」 - Aa? Urudo no Chiisana Koi Monogatari?                                | 23 dicembre 2005 (OVA) |         |
| 26   | Oh, essere adulti è un batticuore? 「ああっドキドキは大人の味っ?」 - Aa! Doki Doki wa Otona no Aji?                                           | 23 dicembre 2005 (OVA) |         |

### Aa! Megami-sama Sorezore no tsubasa(2006)
Gli episodi della seconda stagione dell'anime televisivo, intitolata Aa! Megami-sama: Sorezore no tsubasa, nota anche con il titolo inglese Ah! My Goddess: Flights of Fancy, sono diretti da Hiroaki Gōda, animati dallo studio Anime International Company e prodotti da TBS e Kodansha. Come per la prima stagione, l'anime non segue gli eventi del manga in ordine cronologico. La storia segue le avventure di Keiichi e Belldandy alle prese con le conseguenze seguite all'incidente del Signore del Terrore.
La stagione ha fatto il suo debutto su TBS il 6 aprile 2006 e si è conclusa 14 settembre 2006, proseguendo gli eventi da dove si erano interrotti al termine della stagione precedente. La trasmissione della seconda stagione si è conclusa con l'episodio 22, tuttavia nell'edizione home video sono stati inclusi due ulteriori episodi, rispettivamente il 23 e il 24. La stagione è stata pubblicata in DVD in Giappone tra luglio 2006 e febbraio 2007 da Bandai Visual. Media Blasters, che ha distribuito la prima stagione in lingua inglese, non si è resa disponibile a portare avanti il progetto e la seconda stagione è stata distribuita da ADV Films. ADV Films ha pubblicato la stagione in 6 volumi DVD, ognuno contenente quattro episodi, tra maggio 2006 e marzo 2007. I diritti sono successivamente passati a Funimation, che ha pubblicato un box con la serie completa il 25 novembre 2007.
All'interno degli episodi sono stati inclusi tre brani musicali come sigle: uno in apertura e due in chiusura. "Shiawase no Iro" (幸せのいろ? lett. "Il colore della felicità") di Yōko Ishida è stato usato come sigla di apertura per tutti gli episodi. Per gli episodi 1–11, "Bokura no Kiseki" (僕らのキセキ? lett. "Il nostro miracolo"), sempre di Yoko Ishida, è stato usato in chiusura, e gli episodi 12–24 si sono conclusi con il brano "Koibito Doshi" (恋人同士? lett. "Amanti") di Jyukai.
| Nº | Titolo italiano (traduzione letterale) Giapponese 「Kanji」 - Rōmaji                                                       | In onda           | In onda |
| Nº | Titolo italiano (traduzione letterale) Giapponese 「Kanji」 - Rōmaji                                                       | Giapponese        |         |
| 1  | Oh, desidero... ancora una volta! 「ああっ願いよ もう一度っ」 - Aa! Negai yo mō ichido!                                    | 6 aprile 2006     |         |
| 2  | Oh, l'assediata regina della vendetta 「ああっ悩める復讐の女王さまっ」 - Aa! Nayameru fukushū no Joō-sama                  | 13 aprile 2006    |         |
| 3  | Oh, offro questi sentimenti per la Vigilia di Natale 「ああっ聖夜に捧げるこの想いっ！」 - Aa! Seiya ni sasageru kono omoi! | 20 aprile 2006    |         |
| 4  | Oh, voglio riempire il mondo di felicità! 「ああっ世界を幸で満たしたいっ」 - Aa! Sekai o shiawase de mitashitai!           | 27 aprile 2006    |         |
| 5  | Oh, vibrazioni d'amore in buona sintonia 「ああっ惹かれあう恋の波長っ」 - Aatsu hikare au koi no hachō tsu                 | 4 maggio 2006     |         |
| 6  | Oh, non è forse gelosia questa?! 「ああっそれって嫉妬っ!?」 - Aa! Sorette shitto!?                                         | 11 maggio 2006    |         |
| 7  | Oh, voglio esaudire il tuo desiderio 「ああっ貴方の望み叶えますわっ」 - Aa! Anata no nozomi kanaemasuwa                    | 18 maggio 2006    |         |
| 8  | Oh, voglio esserti d'aiuto 「ああっあなたの役に立ちたくてっ」 - Aa! Anata no yaku ni tachitakute                           | 25 maggio 2006    |         |
| 9  | Oh, le dee si sfidano con un appuntamento 「ああっ女神はデートで勝負っ」 - Aa! Megami wa deeto de shōbu                    | 1º giugno 2006    |         |
| 10 | Oh, quella parola che non riesco a pronunciare 「ああっそのひとことが言えなくてっ」 - Aa! Sono hitokoto ga ienakute        | 8 giugno 2006     |         |
| 11 | Oh, afferra il tuo sogno con le tue mani 「ああっその手で夢をつかまえてっ」 - Aa! Sono te de yume wo tsukamaete            | 15 giugno 2006    |         |
| 12 | Oh, le lacrime della dea e il sogno di lui 「ああっ女神の涙と彼の夢っ」 - Aa! Megami no namida to kare no yume             | 22 giugno 2006    |         |
| 13 | Oh, risveglia quei sentimenti! 「ああっ目覚めてっ！その気持ちっ」 - Aa! Mezamete! Sono kimochi                             | 29 giugno 2006    |         |
| 14 | Oh, mio dolce cupido 「ああっ愛しき私のキューピッドっ」 - Aa! Itoshiki watashi no cupid                                    | 6 luglio 2006     |         |
| 15 | Oh, sono metà dea e metà demone? 「ああっ女神と悪魔の私っ？」 - Aa! Megami to akuma no watashi tsu?                        | 13 luglio 2006    |         |
| 16 | Oh, brilla splendidamente senza temere le tenebre 「ああっ闇を恐れず輝いてっ」 - Aa! Yami wo osore zu kagayai tetsu        | 20 luglio 2006    |         |
| 17 | Oh, l'avvento del grande comandante dei demoni? 「ああっ大魔界長さまっ降臨っ」 - Aa! Ddai makai chō sa makkōrin?           | 27 luglio 2006    |         |
| 18 | Oh, i demoni hanno dignità? 「ああっ魔属の威信はありますかっ？」 - Aa! Ma shoku no ishin ha ari masu ka?                   | 3 agosto 2006     |         |
| 19 | Oh, l'amore della dea può salvare dei ninja 「ああっ女神の愛はシノビを救うっ」 - Aa! Megami no ai ha shinobi o sukū        | 10 agosto 2006    |         |
| 20 | Oh, non importa dove siamo, noi resteremo insieme! 「ああっどんな場所でも二人ならっ」 - Aa! Donna basho demo futari nara!  | 31 agosto 2006    |         |
| 21 | Oh, va tutto bene anche se sono un demone? 「ああっ私が魔属でもいいですかっ？」 - Aa! Watashi ga ma shoku demo ii de suka? | 7 settembre 2006  |         |
| 22 | Oh, la confessione di una dea? 「ああっ女神の告白っ」 - Aa! Megami no kokuhaku?                                            | 14 settembre 2006 |         |
| 23 | Oh, tutti hanno un destino 「ああっそれぞれの運命っ」 - Aa! Sorezoreno unmei tsu                                           | 23 febbraio 2007  |         |
| 24 | Oh, la canzone d'amore che scuote il cuore 「ああっ好きは、心を揺さぶる歌っ」 - Aa! Suki ha, kokoro wo yusa buru utatsu    | 23 febbraio 2007  |         |

### Aa! Megami-sama: Tatakau tsubasa(2007)
Ah! My Goddess: Tatakau Tsubasa è uno speciale televisivo anime in due episodi, creato per celebrare il ventesimo anniversario dall'inizio della pubblicazione del fumetto originale Oh, mia dea!. L'anime è stato diretto da Hiroaki Gōda, animato da Anime International Company e prodotto da TBS e Kodansha. Gli episodi sono stati trasmessi in Giappone il 9 dicembre 2007. Bandai Visual ha pubblicato i due episodi in un unico DVD per il pubblico nipponico il 22 febbraio 2008.
Sia il tema di apertura, "Ai no hoshi" (愛の星? lett. "Stella dell'amore"), che quello di chiusura, "Hanamuke no melody" (ハナムケのメロディー?, Hanamuke no merodī, lett. "Una melodia dono d'addio"), sono eseguite e interpretate dalla band Jyukai.
| Nº | Giapponese 「Kanji」 - Rōmaji                                    | In onda         | In onda |
| Nº | Giapponese 「Kanji」 - Rōmaji                                    | Giapponese      |         |
| 1  | 「ああっ片翼の天使降臨っ」 - Aa! Katayoku no tenshi kōrin!       | 9 dicembre 2007 |         |
| 2  | 「ああっ悦びを二人で共にっ」 - Aa! Yorokobi o futari de tomo ni! | 9 dicembre 2007 |         |

### Aa! Megami-sama(2011-2013)
Due episodi OAV seguenti agli eventi della serie televisiva e introducenti i personaggi Eiru e Saaga sono stati distribuiti in DVD in allegato all'edizione limitata dei volumi 42 e 43 del manga originale, pubblicati rispettivamente il 23 febbraio e il 22 settembre 2011. Un terzo OAV è stato pubblicato in allegato all'edizione limitata del volume 45 del manga, uscito il 23 agosto 2013.
I primi due episodi hanno come brano musicale usato in apertura "everlasting" di fripSide, mentre "yūjō" di Shirō Hamaguchi li chiude.
| Nº | Titolo italiano (traduzione letterale) Giapponese 「Kanji」 - Rōmaji | Pubblicazione     | Pubblicazione |
| Nº | Titolo italiano (traduzione letterale) Giapponese 「Kanji」 - Rōmaji | Giapponese        |               |
| 1  | Insieme per sempre 「いつも二人で」 - Itsumo futari de               | 23 febbraio 2011  |               |
| 2  | Hunters & Hunters 「ハンターズ & ハンターズ」 - Hantāzu ando hantāzu | 22 settembre 2011 |               |
| 3  | Dive! Live! Love! 「DIVE! LIVE! LOVE!」 - Dive! Live! Love!          | 23 agosto 2013    |               |

## Pubblicazione

### Giappone
La prima stagione di Aa! Megami-sama è stata pubblicata da Bandai Visual per il mercato giapponese tra il 22 aprile e il 25 novembre 2005, per un totale di otto volumi DVD contenenti tre episodi ciascuno. I due episodi OAV non inclusi nella trasmissione televisiva sono stati pubblicati in un DVD speciale il 23 dicembre 2005.
| Volume   | Episodi | Data di pubblicazione | Fonti   |
| -------- | ------- | --------------------- | ------- |
| Volume 1 | 1–3     | 25 aprile 2005        | [ 106 ] |
| Volume 2 | 4–6     | 27 maggio 2005        | [ 106 ] |
| Volume 3 | 7–9     | 24 giugno 2005        | [ 106 ] |
| Volume 4 | 10–12   | 22 luglio 2005        | [ 106 ] |
| Volume 5 | 13–15   | 26 agosto 2005        | [ 106 ] |
| Volume 6 | 16–18   | 23 settembre 2005     | [ 106 ] |
| Volume 7 | 19–21   | 28 ottobre 2005       | [ 106 ] |
| Volume 8 | 23–24   | 25 novembre 2005      | [ 106 ] |
| Volume 9 | 25-26   | 23 dicembre 2005      | [ 54 ]  |